# Беловърха Витоша
„Беловърха Витоша“ е български игрален филм (драма) от 1929 година.

## Състав
Роли във филма изпълняват актьорите:
- Георги Деянов – Весо
- Олга Иванова – Люба
- Косан Белев – Бай Косан
- Боян Антонов – Боян
- Вера Георгиева – Слугинята
- Манфред Фон Сатин – Празноскитащо момче
- Франц Вут – Лентяиски
- Генчо Пирев – Дървар
- Ганчо Василев – Смешник